# Gut Lübrassen

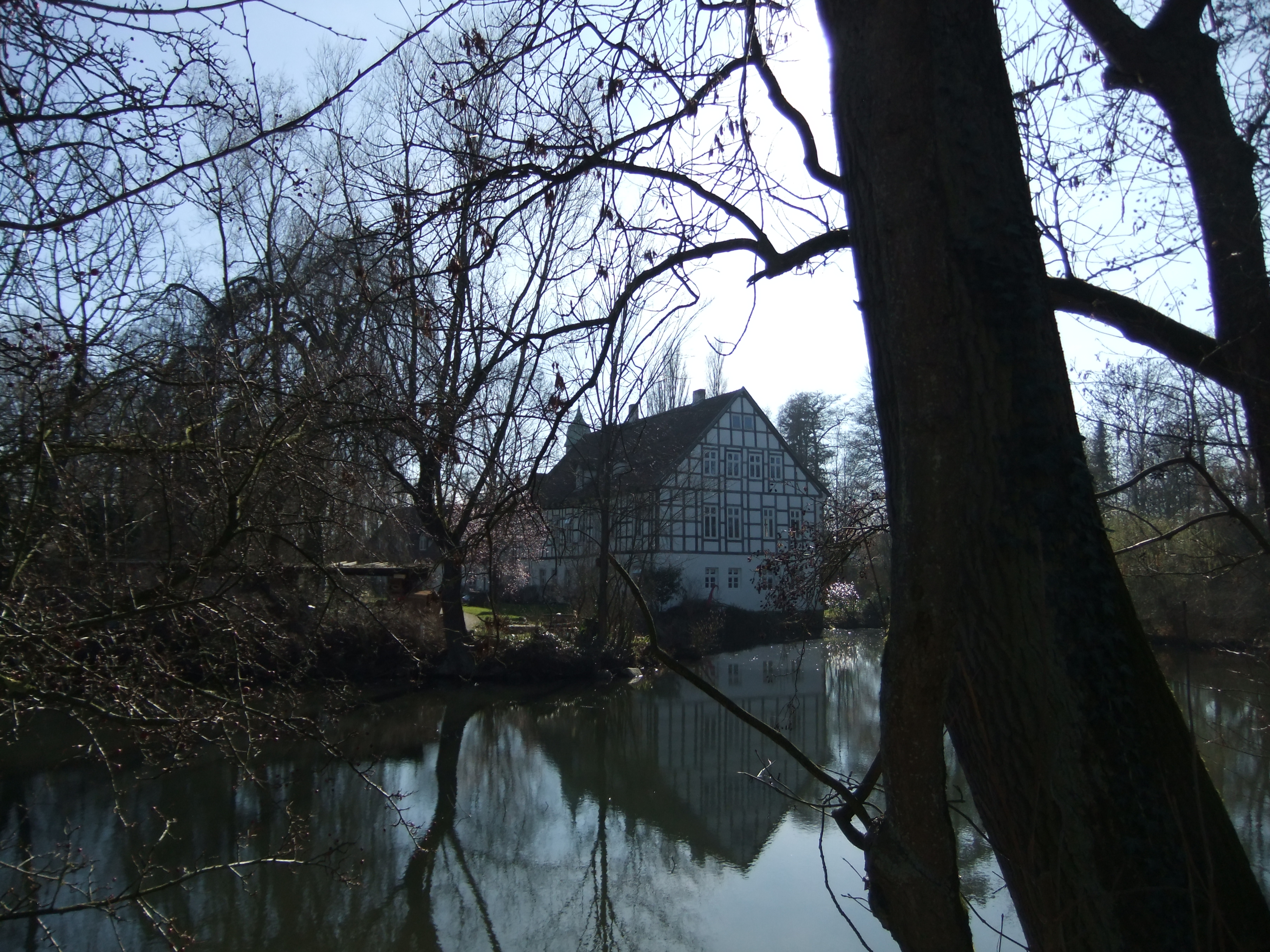
Gut Lübrassen

Das Gut Lübrassen (auch Schloss Lübrassen) ist ein denkmalgeschütztes ehemaliges Rittergut am Müllerweg 26 in Bielefeld. Die erste Erwähnung des Gutes geht auf das Jahr 974 zurück. Es ist damit der älteste urkundlich erwähnte Hof im Stadtbezirk Heepen.

## Geschichte
Die erste urkundliche Erwähnung des Gutes datiert vom 13. Mai 974. Damals fand die Übergabe des Hofes und seiner Ländereien durch Kaiser Otto II. an die Äbtissin der Kirche in Schildesche statt.
Später galten die Herren des Gutes als weltliche Grundherren, denen die umliegenden Bauern zinspflichtig waren. 1335 wurde das Gut von Graf von Ravensburg an das Stift Schildesche verkauft. Im Jahr 1652 kommt das Gut in den Besitz des Gografen des Amtes Sparrenberg, Joachim von Grest, der es von der Äbtissin zu Herford erwirbt.
Seitdem hatte das Gut Lübrassen des Status eines adeligen Gutes. Die Gutsherren hatten in der Heeper Peter-und-Pauls-Kirche den Lübrasser Priechen – einen erhöhten Sondersitz mit separatem Aufgang von außen. 1701 stiftete die Familie von Grest ein Orgelprospekt und eine neue Orgel in der Peter-und-Pauls-Kirche.
Nach mehreren Besitzerwechseln im 18. Jahrhundert, u. a. 1760 die Jungkenn genannt Münzer von Mohrenstamm, gelangte das Gut im Jahr 1790 in den Besitz der Familie von Ditfurth, die um 1800 das sogenannte Lübrasser Schloss erbauten. Aus der Familie von Ditfurth stammen zwei Landräte des Kreises Bielefeld. Bis 1930 war das Gut im Besitz der von Ditfurths.

## Lage der Gebäude
Das Gut ist von Gewässern umgeben. Östlich verläuft der Oldentruper Bach, der südlich Gutes zum Ölteich aufgestaut ist, westlich befindet sich eine Mühlenumflut, die im Nordwesten zu einer Mühlenumflut aufgestaut ist.
Das Herrenhaus und die Stallgebäude stammen aus dem frühen 19. Jahrhundert, aus der Zeit als die Familie von Ditfurth das Gut übernahm. Beide Gebäude wurden 1895 durch ein Torhaus mit Dachreiter und welscher Haube verbunden. Weiterhin ist eine steinerne Brücke über die Mühlenumflut erhalten.
Der Gutspark entstand vermutlich erst nach oder um 1895 möglicherweise im Zusammenhang mit dem Torhaus.